# بيريك(تبغ)

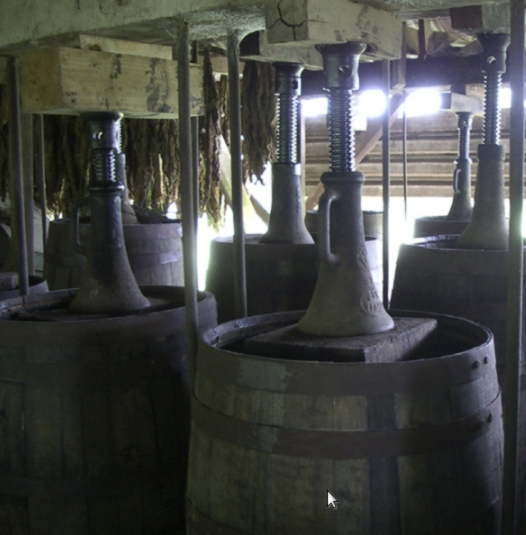
تخمير أوراق التبغ بيريك في براميل بوربون

بيريك(باإنجليزية:Perique)هو نوع من أنواع التبغ من مقاطعة سانت
جيمس(لويزيانا)معروف برائحة الفواكة القوية.عندما شق الأكاديون طريقهم في هذه المنطقة عام1776,كانت قبائل تشوكتاو وتشيكاساو تقوم بزراعة مجموعة متنوعة من التبغ بنكهة مميزة.يعود الفضل إلى مزارع يُدعى بيير شينيت في أول عملية تحويل لهذا التبغ المحلي إلى ما يُعرف الآن باسم بيريك في عام 1824 من خلال تقنية التخمير بالضغط.أفادت السلطات المعنية بالتبغ أن البيريك يعتمد على مجموعة متنوعة من أوراق برلي الحمراء. يقول معهد التبغ انه يتم شحن البيريك الى خارج نيو أورليانز منذ أكثر من 250 عامًا ويعتبر أحد أوائل محاصيل التصدير في أمريكا.

## الإنتاج

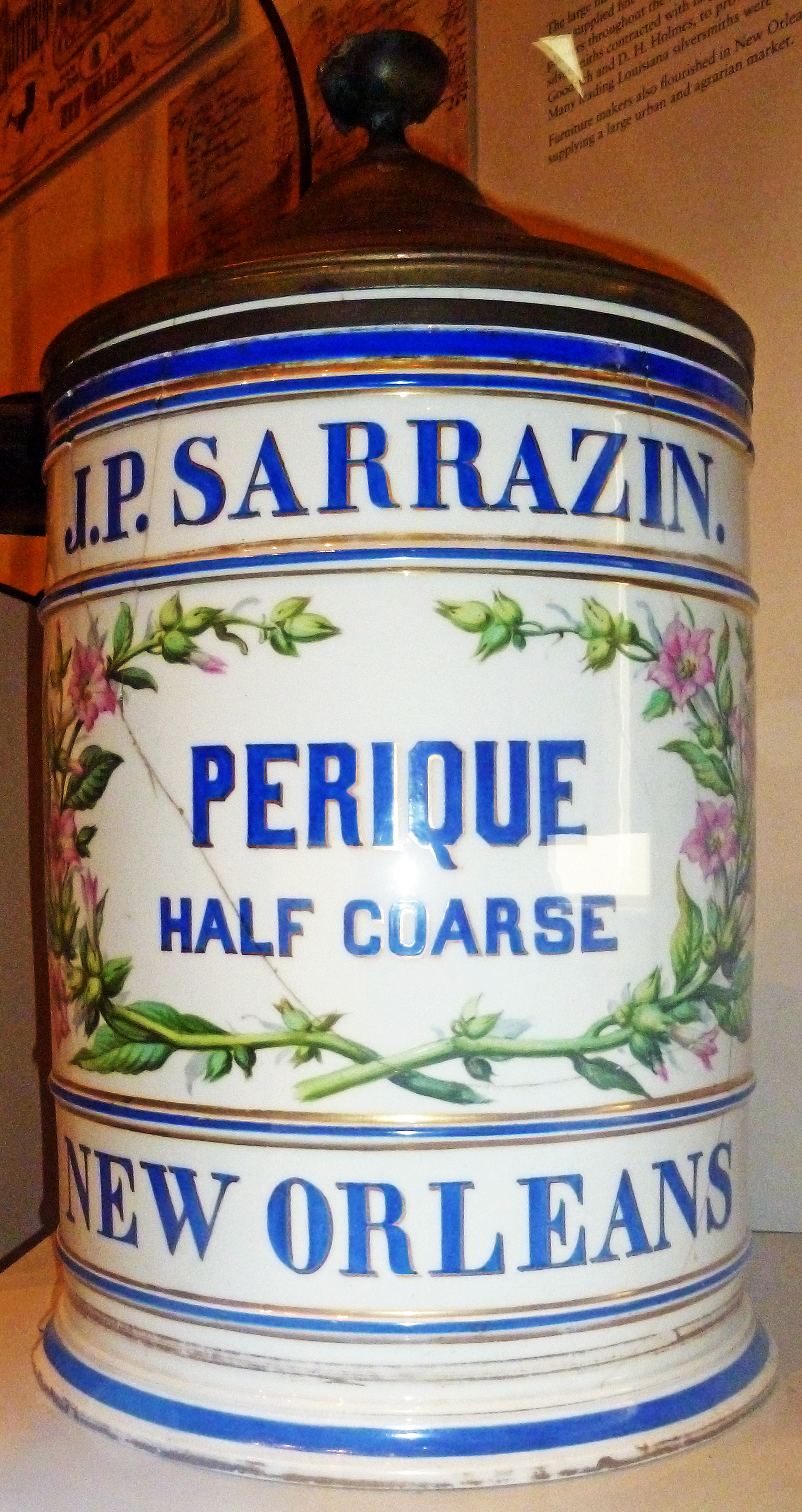
جرة قديمة لتوزيع التبغ بيريك,يتم إنتاجها فقط في لويزيانا.

يتم الحفاظ على نباتات التبغ بدون البراعم الجانبية ويتم قصها يدويا لتحتوي على 12 ورقة تماماً خلال فترة نموها المبكرة.يتم حصاد النبات بأكمله في نهاية يونيو في وقت متأخر من المساء عندما تكون الأوراق ذات لون أخضر غامق يكون طول النباتات 24-30 بوصة(60-75 سم),ثم يتم تعليق النبات بعد حصاده في مستودع للتجفيفه.وبمجرد أن تجف الأوراق جزئيًا وتظل مرنة(عادةً أقل من أسبوعين في المخزن),يتم إزالة أي أوساخ متبقية ويتم ترطيب الأوراق بالماء وإزالة السيقان يدوياً.ثم يتم لف الأوراق في"توركيت"تزن حوالي1رطل(450 جم)وتعبأ في براميل الويسكي المصنوعة من خشب الهيكوري.يتم الإحتفاظ بالتبغ تحت الضغط باستخدام قوالب البلوط والرافعات اللولبية الرافعات اللولبية [الإنجليزية]الضخمة مما يجبر كل الهواء تقريباً على الخروج من الأوراق التي لا تزال رطبة.يتم تخفيف الضغط مرة واحدة بالشهر تقريباً,للسماح بدخول بعض الهواء الى التبغ.بعد عام من هذا العلاج,يكون البيريك جاهزاً للاستهلاك,رغم انه يمكن الاحتفاظ به طازجا تحت الضغط لسنوات عديدة.يؤدي التعرض المطول للهواء الى تدهور خصائص البيريك.يكون لون التبغ النهائي بني غامق شبه أسود ويكون رطب جداً مع رائحة الفواكة والقليل من رائحة الخل. رائحة الفواكه هي نتيجة لمئات المركبات المتطايرة الناتجة عن التخمير اللاهوائي للتبغ.العديد من هذه المركبات مسؤولة عن نكهات الفواكه وغالبًا ما توجد في النبيذ.
غالبا ما يعتبره الخبراء الكمأة لتبغ الغليون,ويُستخدم البيريك مكوناً في العديد من أنواع تبغ الغليون المخلوط,حيث يعتبره الكثير من الناس أقوى من أن يدخن بشكل نقي.وفي وقت ما,كان البيريك الطازج والرطب يُمضغ أيضاً ولكن الآن لم يعد يباع أي شيء من هذا القبيل.
تزوجت حفيدة بيير شينيت,كورالي ديكاريو,من سيليستين بوتشي في فبراير1829,وشاركت عائلة بوتشي في زراعة وتجهيز تبغ بيريك خلال العصر الحالي.في نهاية التسعينات,انخفض الاهتمام بالتبغ بيريك وتقلص عدد المزارعين الذين يزرعونه إلى مزارع واحد فقط.لكن الاهتمام بالصنف قد عاد,واعتبارًا من مايو 2017,ارتفع عدد المزارعين الذين يزرعون تبغ بيريك تجاريًا في مقاطعة سانت جيمس إلى 25.
على الرغم من أن التبغ بيريك يُستخدم عادة في الغليون(ولا يزال متاحًا لدى بعض بائعي التبغ المتخصصين),إلا أنه يمكن أيضًا العثور عليه في سجائر شركة سانتا في للتبغ الطبيعي [الإنجليزية] تحت العلامة التجاريةNatural American Spirit حيث يتم خلطه بنسبة جزء واحد من التبغ الثقيل إلى 5 أجزاء من التبغ الأخف تقريباً.يتم تسويق هذه السجائر في علبة سوداء تحمل اسم(Perique Rich Robust)وفي علبة رمادية باسم(Perique Rich).يتم بيع التبغ الفرط الخاص باللف من قبل نفس الشركة في أكياس سوداء.يُعتبر التبغ بيريك أحد المكونات الرئيسية في سلسلة السيجار"Mysterioso"التي تصنعها شركة Connecticut Valley Tobacconist.يتوفر الميستيريوسو مع غلاف خارجي أصلي من نوع كونيتيكت شايد [الإنجليزية],وتبغ لويزيانا بيريك مُعتق أصلي,وتبغ هندوراسي.وفي عام2014,قامت شركة تصنيع السيجار الفلبينية تاباكاليرا إنكوربورادا [الإنجليزية] بإنتاج سيجار بيريك1881.يستخدم هذا السيجار تبغ لويزيانا بيريك إلى جانب التبغ البرازيلي والفلبيني. بعد ذلك,أصدرت شركة تاباكاليرا سيجارًا آخر يستخدم تبغ بيريك في عام 2016:تاباكاليرا غران ريسيرفا,ودون جوان أوركيجو بيريك,وبيريك بولد 1881,وهو نفس سيجار بيريك 1881 ولكنه يغلف بغلاف مادورو الداكن.

## خمور بيريك
منذ عام 2006,يقوم مصنع الكحول تيد بريوكس بتقطير بيريك ليكيور دي تاباك,وهو مشروب كحولي مصنوع من تبغ بيريك.يتم تقطير الخمور في مصنع كومبيير في سومور,فرنسا.